# زینیدا رایش
زینیدا رایش (روسی: Зинаида Николаевна Райх؛ ۳ ژوئیهٔ ۱۸۹۴ – ۱۵ ژوئیهٔ ۱۹۳۹) بازیگر، و بازیگر تئاتر اهل امپراتوری روسیه بود.